# Xã Fairfield, Quận Palo Alto, Iowa
Xã Fairfield (tiếng Anh: Fairfield Township) là một xã thuộc quận Palo Alto, tiểu bang Iowa, Hoa Kỳ. Năm 2010, dân số của xã này là 236 người.